# BCCIV
BCCIV è il quarto album in studio del gruppo musicale hard rock anglo-statunitense Black Country Communion, pubblicato nel 2017.

## Tracce
1. Collide – 4:06
2. Over My Head – 4:06
3. The Last Song for My Resting Place – 7:57
4. Sway – 5:24
5. The Cove – 7:11
6. The Crow – 6:00
7. Wanderlust – 8:17
8. Love Remains – 4:53
9. Awake – 4:42
10. When the Morning Comes – 7:55

## Formazione
- Glenn Hughes – voce, basso
- Joe Bonamassa – chitarre, voce
- Jason Bonham – batteria, percussioni
- Derek Sherinian – tastiere